# جود ريدز
جودريدز أو غودريدز (بالإنجليزية: Goodreads)‏ تترجم للعربية بـ القراءات الجيدة هي شبكة اجتماعية تهتم بالكتب وبتوصيات وآراء المستخدمين حول الكتب والمؤلفين، أسس الموقع في عام 2006 من جهد المبرمج الأمريكي أوتيس تشاندلر. انطلق الموقع في ديسمبر 2006 ووصل عدد الأعضاء المسجلين في جود ريدز إلى أكثر من المليون عضو حتى اليوم، شاركوا بما يزيد على 10 ملايين كتاب، ورغم ذلك فإن الموقع لم يكن هادفاً للربح عند إطلاقه وبعد عام واحد فقط تلقى تمويلاً من إحدى الشركات لدفعه إلى الأمام والمحافظة على خدمته المتميزة.
في آذار 2013 أعلنت شركة أمازون استحواذها عليه بدون الإفصاح عن مبلغ العقد.

## عن الموقع
هو شبكة اجتماعية على الإنترنت تتشابه فكرته مع مواقع التواصل الاجتماعي مثل فيس بوك، ولكن جود ريدز يتميز بتخصصه في القراءة والكتب والمؤلفين فقط، أنشئ هذا الموقع خصيصاً ليكون المكان المفضل لجميع محبى القراءة والكتب على شبكة الإنترنت، بإعطائهم الفرصة لتبادل الخبرات والآراء في كل ما يتعلق بالكتب، حيث يتيح الموقع للمسجلين إنشاء قائمة من أصدقائهم للاطلاع على قوائم الكتب التي قرأوها وآرائهم فيها سواء عن طريق التقييم من نجمة إلى 5 نجوم أو بالعروض النقدية التي يكتبونها، وكذلك قوائم الكتب التي ينوون قراءتها أو شراءها، أو حتى تلك التي يريدون الاستغناء عنها حيث يمكن تصنيف الكتب في رفوف تسمى كما يشاء المستخدم.

### البحث
كل ما عليك هو البحث عن اسم الكاتب أو الكتاب الذي غالباً ما ستجد فيه كل المعلومات المتعلقة به وصورة لغلافه وتقييمات لجميع مستخدمي الموقع عنه سواء كانوا على قائمتك أم لا، أما إذا كنت أنت شخصياً كاتباً ولك كتب منشورة فأنت في المكان الأنسب لإنشاء صفحة خاصة بك، وإضافة كتبك لتنضم لملايين الكتب الموجودة على الموقع.

### تقييم الكتب
يمكن للمسجلين بالتقييم أو الكتابة عن رأيهم في الكتب التي قرأوها وإمكانية إرسلها إلى أصدقائهم، أو دعوة الأصدقاء غير المسجلين في الموقع للانضمام بخطوات بسيطة، كما يتيح الموقع خاصية إخبار الأصدقاء والمجتمع المشارك فيه برقم الصفحة التي توقفت عندها في الكتاب الذي تقرؤه حالياً، كما يتيح فكرة إنشاء مجموعات خاصة للمسجلين وبأصدقائهم من محبي أحد الكتاب أو نوع معين من الكتب. في السابق كان المدونون يدونون آراءهم في الكتب التي يقرؤونها في مدوناتهم أما بعد ظهور موقع جود ريدز الشبكة الاجتماعية المخصصة للكتب والقراءة فقد أغناهم عن ذلك ومكنهم من التواصل مع القراء المدونين وغير المدونين وتبادل الآراء معهم ومتابعة التحديثات بسهولة.

## المحتوى العربي
قد يظن البعض أن الموقع سيكون مفيداً أكثر لمحبي الكتب بلغات غير العربية وهذا ظن خاطئ فالموقع به آلاف المستخدمين العرب الذين قاموا بإضافة صفحات لآلاف الكتب العربية الجديدة والقديمة وغالباً ما ستجد ما تبحث عنه خاصة بين الكتب حديثة الإصدار.

## مزايا الموقع
الموقع أشبه بمكتبة كبيرة، يمكنك التجول بها ورؤية أرفف كتب أصدقائك وتصنيفاتها، كما ويمكنك من خلاله عرض الكتب الخاصة بك ومشاركتها مع جميع القرّاء والأصدقاء.
ليس هذا فحسب، بل للموقع مزايا أخرى كثيرة منها:
- مساعدتك على تنظيم كتبك من خلال تصنيفها في الرفوف الافتراضية الثلاثة التي يطرحها الموقع (الكتب التي قرأتها في الماضي، الكتب التي تقرأها في الوقت الحالي، الكتب التي تنوي قراءتها في المستقبل) أو من خلال إنشاء أرفف إضافية جديدة وتسميتها بأسماء من اختيارك أنت.
- السماح لك بكتابة ملاحظاتك ورأيك بالكتب التي تقوم بإضافتها إلى مكتبتك وتقييمها من خلال الضغط على النجوم من واحد إلى خمسة.
- التواصل مع أصدقائك والتعرف على الكتب الموجودة في أرفف مكتباتهم، والحصول على توصيات خاصة منهم لتشجيعك على قراءة كتب معينة.
- فرصة التواصل مع الكُتاب والمؤلفين المشتركين بالموقع، وبالتالي تستطيع نقدهم أو سؤالهم عن كتاب معين أو متابعة ومعرفة آخر كتاباتهم وأخبارهم ونشاطاتهم المختلفة.
- الانضمام إلى مجموعات النقاش المتنوعة التي تمكّنك من التجمع مع الناس لمناقشة الكتب المختلفة، كما ويسمح لك الموقع بإنشاء مجموعتك الخاصة والبدء بالنقاش مع الأصدقاء والقُرّاء من مختلف أنحاء العالم.
- البحث عن أي كتاب يثيرك من خلال نظام البحث المتطور، ثم قراءة نقد وتعليقات القرّاء عليه ومعرفة انطباعاتهم عنه ونسبة تقييمهم له. وهذا بالتأكيد سيعطيك نبذة رائعة عن الكتاب قبل أن تقوم بشرائه سواءً من الموقع أو من أي مكان آخر.
- معرفة مدى التقدم الذي تقوم بتحقيقه على مستوى قراءاتك وذلك من خلال تحدي نفسك وكتابة عدد الكتب التي تنوي قراءتها خلال العام. كما سيساعدك الموقع على تقييم نفسك من خلال احتساب كل كتاب جديد تقوم بقراءته ومقارنته مع مستوى التحدي الذي وضعته لنفسك.
- تقييم مستوى فهمك واستيعابك للكتب التي تقوم بقراءتها من خلال الإجابة على أسئلة الاختبارات التي تأتي مرفقة مع بعض الكتب.

## مميزات الموقع
الموقع فيه 5.600.000 عضو اضافوا حوالي 180.000.000 كتاب. ويخدم الموقع اللغة الإنجليزية والإسبانية والفرنسية والإطالية والألمانية لكن الكتب متوفرة في جميع اللغات والتصنيفات يملك الموقع تطبيقات للايباد أيضاً.
| - يمكن للمستخدم طرح رأيه في الكتب وتقييمها. - ويمكنه إنشاء قوائم حسب تصنيفه للكتب. - إضافة مستخدمين آخرين كأصدقاء أو متابعتهم فقط. - إرسال رسائل للأصدقاء. - إضافة كُتابه المفضلين. - إضافة مقولاته المفضلة. | - إنشاءاستفتاء رأي. - إنشاء مجموعات حسب الاهتمامات. - توصية الأصدقاء ببعض الكتب. - مناقشة حول كتاب ما أو أمر ما. - استكشاف الكتب على حسب المواضيع أو الانتشار أو الشعبية. - وضع هدفك في عدد الكتب التي تريد ان تقرأها في السنة الواحدة ومتابعة هذا الهدف. |

## أحداث وإحصائيات عن الموقع
في ديسمبر 2007 أكثر من 650.000 عضو في الموقع وأكثر من 10000000 كاتب مضاف.
وبحلول يناير 2010 بلغ المسجلين 2900000 أضافوا 78000000 كاتب.
تم تشغيل السنة الأولى للشركة من دون أي تمويل رسمي. وفي ديسمبر 2007 تلقى غودريدز الدفعة الأولى من المستثمرين الملاك التي تقدر بمبلغ 750.000 دولار.
رفعت الشركة على تمويل إضافي من مشاريع حقيقية في عام 2009. في أكتوبر 2010 افتتحت الشركة API لتمكين المطورين من الحصول على تقييمات وأسماء.
في عام 2011 قدم غودريدز خوارزمية تشير إلى الكتب تستند على مكتبة للمستخدم. وأشارت مجلة لويزفيل كوريير في يوليو 2011 إلى أن غودريدز يحتوي على 5200000 عضو.

## وصلات خارجية
- الموقع الرسمي